# Dynoides artocanalis
Dynoides artocanalis är en kräftdjursart som beskrevs av Nunomura 1997. Dynoides artocanalis ingår i släktet Dynoides och familjen klotkräftor. Inga underarter finns listade i Catalogue of Life.